# Kristalografski informacioni fajl
Kristalografski informacioni fajl (CIF) format je standardni tekst format za predstavljanje kristalografskih informacija, koji je objavila Internacionalna kristalografska unija (IUCr). CIF je razvila IUCr Radna grupa za kristalografske informacije u poduhvatu koji su sponzirale IUCr Komisija za kristalografske podatke i IUCr Komisija za žurnale. Ovaj format fajla su objavili Hol, Alen i Braun, i od tog vremena format je nokoliko puta revidiran. Najnovija verzija je 1.1. Puna specifikacija formata je dostupna na IUCr vebsajtu. Mnogi računarski programi za prikazivanje molekula kompatibilni su sa ovim formatom, uključujući Jmol.
Blisko srodan format fajla je mmCIF, makromolekulski CIF, koji je definisan sa namerom stvaranja alternative Protein Data Bank (PDB) formatu. Isto tako srodan je  Kristalografski informacioni sistem, koji je opštiji sistem razmene protokola. On je zasnovan na rečnicima podataka, i uključuje, ali nije ograničen sa, CIF i XML formatima.

## Literatura
1. ↑  Hall SR, Allen FH, Brown ID (1991). „The Crystallographic Information File (CIF): a new standard archive file for crystallography”. Acta Cryst. A47: 655—685.
2. ↑  Brown ID, McMahon B (2002). „CIF: the computer language of crystallography”. Acta Crystallogr B. 58 (Pt 3 Pt 1): 317—24. PMID 12037350.

## Spoljašnje veze
- Internacionalna Kristalografska Unija